# Call Me Kat
Call Me Kat è una serie televisiva statunitense, basata sulla sitcom britannica Miranda di Miranda Hart, trasmessa da Fox dal 3 gennaio 2021 al 4 maggio 2023.

## Trama
La serie racconta la storia di Kat, una donna di 39 anni, che lotta ogni giorno contro la società, e sua madre, per dimostrare che non serve avere molto per essere felici. Quindi spende i soldi che i suoi genitori hanno messo da parte per il suo matrimonio per aprire un cat-café a Louisville, Kentucky e iniziare una nuova vita.

## Episodi
| Stagione         | Episodi | Prima TV USA | Prima TV Italia |
| ---------------- | ------- | ------------ | --------------- |
| Prima stagione   | 13      | 2021         | TBA             |
| Seconda stagione | 18      | 2022         | TBA             |
| Terza stagione   | 22      | 2022-2023    | TBA             |

## Personaggi

### Principali
- Mayim Bialik nel ruolo di Kat
- Swoosie Kurtz nel ruolo di Sheila
- Kyla Pratt nel ruolo di Randi
- Cheyenne Jackson nel ruolo di Max
- Leslie Jordan nel ruolo di Phil
- Julian Gant nel ruolo di Carter

## Produzione

### Sviluppo
Il 19 settembre 2019, è stato annunciato che la Fox Broadcasting Company aveva dato il via alla produzione di una nuova serie, basata sulla sitcom britannica Miranda di Miranda Hart. Il titolo provvisorio in questa fase era Carla. La serie sarà prodotta da Mayim Bialik e Darlene Hunt attraverso Sad Clown Productions, Jim Parsons (ex co-protagonista con Mayim Bialik in The Big Bang Theory), Todd Spiewak attraverso That's Wonderful Productions, Angie Stephenson e il creatore della serie originale Miranda Hart attraverso BBC Studios. Inoltre viene comunicato che Eric Norsoph di That's Wonderful Productions e Mackenzie Gabriel-Vaught di Sad Clown Productions saranno i produttori.
Il 12 febbraio 2020, è stato annunciato che il nome della serie è stato cambiato da Carla a Call Me Kat. L'11 maggio 2020, è stato annunciato che Fox aveva ordinato il pilot per la serie.

### Trasmissione
La prima stagione della serie, negli Stati Uniti, va in onda dal 3 gennaio al 25 marzo 2021, per un totale di tredici episodi. Il 10 maggio 2021 la serie è rinnovata per una seconda stagione,  composta da 18 episodi, e trasmessa dal 9 gennaio al 5 maggio 2022.
Il 16 maggio 2022 la serie viene rinnovata per una terza ed ultima stagione.
In Italia la sitcom è inedita.